# Sensor de posição
Os sensores de posição são dispositivos que convertem um parâmetro físico, relacionado à posição de um objeto, em uma saída elétrica. Esses dispositivos podem ser utilizados tanto para uma medição exata quanto para uma medição de aproximação de um objeto ou material, sensor de distância. Os transdutores relacionados, embarcados, a estes sensores podem ser os mais diversos e aplicados a outro tipo de medida.

Dois métodos principais são utilizados para se detectar a posição de um objeto: por contato ou sem contato com o objeto. Chaves limitadoras ou potenciômetros, por exemplo, envolvem contato físico com o objeto a ser detectado. No entanto, existem casos onde o ambiente não permite contato, sendo utilizados assim sensores magnéticos, por efeito Hall, por ultrassom, entre outros.

## Tipos de sensores de posição
- Chave limitadora: são dispositivos de contato eletrônico, simples, de baixo custo e com variedade de tipos e tamanhos. Quando um objeto entre em contato com a chave limitadora, a mesma aciona um sistema eletrônico para ligar, desligar ou contar a quantidade de produto, quando interligada a um sistema eletrônico apropriado.
- Sensor de posição resistivo: Denominado potenciômetro ou transdutor de posição, esse tipo de transdutor é utilizado como reostato ou como divisores de tensão. A grande vantagem é que são baratos e simples.
- Sensor de posição por efeito Hall: Quando submetido a um campo magnético, um elemento ou sensor Hall responde com uma saída em tensão elétrica proporcional a intensidade do campo. Esse sensor pode ser utilizado como sensor de proximidade.
- Sensor de posição por ultrassom: O funcionamento desse tipo de sensor baseia-se na excitação de um transdutor acústico, por pulsos de tensão, causando vibração. A medida do tempo ente o feixe incidente e o feixe refletido determina a distancia ou a posição do objeto.
- Sensores fotoelétricos ou Ópticos: Esses dispositivos são aqueles que respondem a um sinal de luz(visível ou infravermelho) na presença de objetos transparentes ou opacos, de porte grande ou pequeno, estáticos ou em movimento. Essa família de sensores utiliza uma unidade emissora que produz um feixe de luz o qual é detectado por um receptor. Quando o feixe é interrompido, a presença do objeto é detectada.
- Sensores do tipo encoder: Um encoder incremental é um disco dividido em setores que são alternadamente transparentes e opacos. Uma fonte luminosa é posicionada em um dos lados do disco, e no outro lado há um sensor óptico. Com a rotação do disco, a saída do detector alterna entre dois estados (passando luz ou não) fornecendo, assim, uma saída digital. Pode-se contar os pulsos gerados para saber a posição angular da haste ou do cabo do sensor. A resolução máxima é limitada pelo numero de janelas(setores transparentes ou opacos) existentes em um disco, podendo ser aumentada pela detecção das bodas das janelas. Uma grande desvantagem do encoder incremental é a necessidade de contadores externos para determinar o ângulo absoluto para uma dada rotação. Na pratica um encoder incremental de posição pode ser formado por uma régua linear, ou por uma disco de baixa inércia, interfaceado a um dispositivo cuja posição deve ser determinada.

A leitura é realizada por um dispositivo que define uma alteração na saída, quando ocorre um incremento da posição igual a duas vezes o pitch p (distância entre duas janelas). Um disco com diâmetro d fornece m pulsos para cada volta:

```
m = πd/2p
```

Uma das aplicações usuais do encoder entre nós é o cateye de bicicleta, que são dispositivos acoplados na roda, e que permitem o cálculo da velocidade que o ciclista está, por meio da posição e tempo entre medidas.

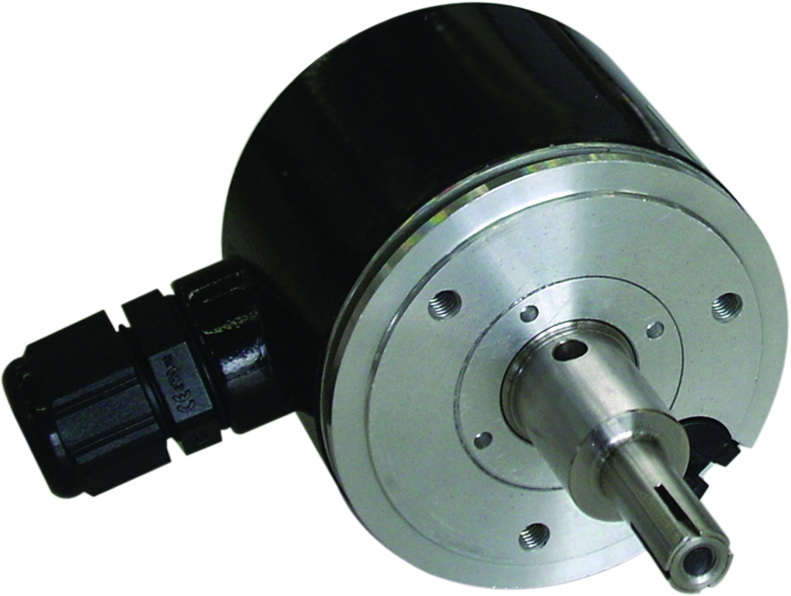
Sensor do tipo encoder